# Zbór Śląskiego Kościoła Ewangelickiego Augsburskiego Wyznania w Nieborach
Zbór Śląskiego Kościoła Ewangelickiego Augsburskiego Wyznania w Nieborach – zbór (parafia) luterańska w Trzyńcu-Nieborach, należąca do senioratu trzynieckiego Śląskiego Kościoła Ewangelickiego Augsburskiego Wyznania, w kraju morawsko-śląskim, w Czechach.
Niebory należały uprzednio do zboru w Trzyńcu. Po 1989 w czasie pastorowania w nim Stanisława Piętaka otwarto tu stację kaznodziejską. W latach 1997–2001 wybudowano nowoczesny dom modlitwy, poświęcony 21 października. Rada kościelna na posiedzeniu w dniu 18 marca 2002 potwierdziła słuszność wniosku o założenie samodzielnego zboru, co utwierdzono poprzez głosowania na zgromadzeniu zborowy w dniu 29 maja 2002.